# Stephanie Boyce
Ingrid Stephanie Boyce oder I. Stephanie Boyce (* 1972) ist eine britische Rechtsanwältin (Solicitor). Im März 2021 wurde sie die 177. und sechste weibliche und erste „black“ und damit die erste „Person of Colour“, welche Präsidentin der Law Society of England and Wales wurde.

## Leben
Die Eltern von Boyce stammten aus der Karibik, ihre Mutter aus St. Vincent und ihr Vater aus Barbados. Ihre Mutter kam 1967 im Alter von 15 Jahren nach England wohin ihre Eltern schon früher emigriert waren. Boyces Vater war drei Jahre früher nach Großbritannien gekommen. I. Boyce wurde in Aylesbury geboren, wo ihre Mutter sie als alleinerziehende in einem Council Estate (Sozialer Mietwohnungsbau) aufzog. Der Fußballer Emmerson Boyce ist ihr jüngerer Bruder. In ihrer Jugend zog die Familie in die Vereinigten Staaten, wo sie sechs Jahre lebte, bevor sie nach Großbritannien zurückkehrte um Rechtswissenschaft zu studieren. Sie erwarb 1999 einen Bachelor of Laws (LL.B.) an der London Guildhall University und unterzog sich dem Legal Practice Course des College of Law, Guildford. Sie wurde 2002 als Solicitor anerkannt. Sie ist Direktorin der Firma Stephanie Boyce Consulting Limited (10866503 - gegründet: 14. Juli 2017),  einem Kleinstunternehmen ('Micro-Entity Company'), das im Bereich Non-Profit-Management und -Governance berät.

### Law Society
Boyce wurde 2019 zur stellvertretenden Vizepräsidentin der Law Society (Juristische Gesellschaft) gewählt und trat das Amt im Juli 2019 an. Sie wurde 2020 Vizepräsidentin der Gesellschaft und im März 2021 die Präsidentin. Sie wurde als Präsidentin abgelöst von Lubna Shuja am 12. Oktober 2022.
Im Mai 2021 kritisierte Boyce Priti Patels Pläne Asylbewerber zu bestrafen, die auf „sogenannten irregulären Wegen“ („so-called irregular routes“) in das Vereinigte Königreich kamen. Er riskiere ein „zweistufiges Asylsystem“ („two tier asylum system“), das gegen internationales Recht und die Flüchtlingskonvention verstoße. Nach der Thronrede von Königin Elisabeth II. (Queen’s Speech) bei der Parlamentseröffnung 2021, als Pläne der Regierung angekündigt wurden, die gerichtliche Überprüfung (Judicial review) in England und Wales einzuschränken, sagte sie, dass die Vorschläge „erlauben würden, dass rechtswidrige Handlungen von Regierungen oder öffentlichen Stellen unberührt oder unantastbar bleiben“ und „das Risiko [besteht] den Bürgern die Macht zu entziehen“ („would allow unlawful acts by government or public bodies to be untouched or untouchable“ and „risk taking power away from citizens“).

## Mitgliedschaften
Boyce ist Fellow der Society of Leadership Fellows und Fellow des Chartered Governance Institute.
Sie ist auch Mitglied des Joint Tribunal Service.
2020 wurde sie ins HM Treasury and the Department for Business, Energy and Industrial Strategy (BEIS) berufen in eine unabhängige Taskforce um sozio-ökonomische Diversität in Leitungspositionen in Finanz- und Berufsdienstleistungen in Großbritannien zu fördern. Sie ist auch Mitglied der Thomson Reuters Transforming Women’s Leadership im Law Advisory Board und Commissioner der National Preparedness Commission zur Vorbeugung großer Krisenfälle und Mitglied der Shinkwin Commission zur Förderung von Talenten in der Wirtschaft.

## Ehrungen
Boyce wurde 2020 in der Governance Hot 100-Board Influencer-Liste geführt und in die Power List 100 Most Influential Black People in the UK 2021 und 2022 aufgenommen. Sie ist eine der Gewinnerinnen des 2022 Burberry British Diversity Awards (Inspirational Role Model of the Year). Außerdem ist sie Honorary Professor of Law an der The Dickson Poon School of Law, King’s College London. 
Im Jahr 2022 erhielt sie eine Ehrendoktorwürde der Rechtswissenschaften der Keele University und der University of East London für ihre Beiträge zur Rechtsprechung und ihre Bemühungen Gleichheit und Diversität in ihrer Profession zu fördern. Sie erhielt die Auszeichnung als King’s College London Distinguished Alumni of the Year und 2022 den High Sheriff of Buckinghamshire für ihre Führungsqualitäten in Zeiten der COVID-19-Pandemie.